# Gabriele Andretta
Gabriele Andretta (nascida a 7 de março de 1961) é uma política alemã do Partido Social Democrata (SPD) e desde 2017 presidente do Landtag da Baixa Saxónia.

## Vida e política
Andretta nasceu na cidade de Murbach, na Alemanha Ocidental, e estudou ciências sociais e economia na Universidade de Göttingen.
Em 1985 Andretta ingressou no SPD e ocupou cargos de liderança no grupo regional de Hanover. Desde 1998 é membro do Landtag da Baixa Saxónia, o parlamento federal da Baixa Saxónia; ela tornou-se presidente do parlamento em 2017.